# متا-زایلین
ام-زایلین (به انگلیسی: m-Xylene) یا مِتا زایلین با فرمول شیمیایی C8H10 یک ترکیب شیمیایی و یکی از سه ایزومر دی متیل بنزن است که در مجموع به عنوان زایلن شناخته می شود. m- مخفف meta- است ، که نشان می دهد دو گروه متیل موجود در m-xylene موقعیت های 1 و 3 حلقه بنزن را اشغال می کنند. در موقعیت دو گروه متیل ، الگوی جایگزینی آرن آنهاست که با سایر ایزومرها ، اورتو-زایلن و پارا-زایلن متفاوت است. فرمول شیمیایی همه یکسان C6H4(CH3) 2 است. تمام ایزومرهای زایلن بی رنگ و به شدت قابل اشتعال هستند.